# سیلی زدن ویل اسمیت به کریس راک
سیلی زدن ویل اسمیت به کریس راک، ۲۷ مارس ۲۰۲۲ و در جریان نود و چهارمین دوره جوایز اسکار اتفاق افتاد. کریس راک در حال اجرای برنامه برای اعلام جایزه اسکار بهترین فیلم مستند بود که ویل اسمیت روی صحنه رفت و به صورت وی سیلی زد. این سیلی در پاسخ به شوخی راک در مورد سر تراشیده همسر اسمیت، جادا پینکت اسمیت بود که از سال ۲۰۲۱ به دلیل آلوپسی آره‌آتا موهایش را اصلاح می‌کرد. اسمیت به صندلی خود بازگشت و به راک ناسزا گفت، راک به‌طور خلاصه پاسخی به اسمیت داد، اما اجرای خود را بدون وقفه ادامه داد.
بعد از ظهر همان شب، اسمیت برنده جایزه اسکار بهترین بازیگر مرد شد و در سخنرانی خود از آکادمی علوم و هنرهای سینما و دیگر نامزدها عذرخواهی کرد، اما از راک پوزش نخواست. روز بعد او از طریق شبکه‌های اجتماعی از راک و آکادمی عذرخواهی کرد. اسمیت در ۱ آوریل از عضویت خود در آکادمی استعفا داد و با احتمال تعلیق یا اخراج مواجه شد و به مدت ۱۰ سال از حضور در مراسم آکادمی محروم شد که رسماً از ۸ آوریل اعمال شد.
پخش زنده تلویزیونی در ایالات متحده عمدتاً به دلیل قوانین سانسور فدرال این حادثه را پوشش نداد. با این حال، فیلم بین‌المللی بدون سانسور در رسانه‌های اجتماعی منتشر شد. گزیده‌ای از پخش استرالیایی به یکی از پربیننده‌ترین ویدیوهای آنلاین در ۲۴ ساعت اول تبدیل شد. این حادثه مورد توجه جهانی قرار گرفت و تا حد زیادی بقیه مراسم را تحت الشعاع قرار داد.

## حادثه
راک نامزدهای بهترین فیلم مستند را در نود و چهارمین دوره جوایز اسکار اعلام کرد، او مونولوگ کوتاهی را اجرا کرد که عمدتاً از روی فیلمنامه اتوکیو خوانده شد. راک دربارهٔ زوج خاویر باردم و پنه لوپه کروز، که هر دو برنده قبلی اسکار بودند، شوخی کرد. اسمیت و همسرش پینکت کنار هم و تقریباً در صندلی‌هایی جلویی حضار نشسته بودند. سپس راک در مورد سر تراشیده شده پینکت اسمیت اظهار نظری کرد، و تلویحاً نگاه دراماتیک دمی مور در فیلم جی آی جین در سال ۱۹۹۷ را در این شوخی یادآور شد.
در حالی که راک به خندیدن ادامه می‌داد، اسمیت بی صدا از کنار دیگران عبور کرد، به روی صحنه رفت، سیلی محکمی به صورت راک زد، و پس از آن به سمت صندلی خود برگشت و نشست.  این حمله، که برخی تصور می‌کردند کمدی از پیش تنظیم شده بود، تماشاگران را شگفت‌زده کرد. بسیاری خاطرنشان کردند که این عمل با تصویر آرام و مثبت عمومی که اسمیت در سه دهه زندگی حرفه‌ای خود ساخته بود، در تضاد است و شخصیت او را در آینده به خطر می‌اندازد. راک که قبلاً آرام بود نیز مبهوت به نظر می‌رسید،
در حالی که اسمیت از روی صندلی بر سر او فریاد می‌زد.

## بررسی رسمی آکادمی
در ۲۸ مارس، یک روز پس از حادثه، آکادمی بررسی رسمی خود را اعلام کرد. شورای آکادمی در نظر داشت اقدامات و پیامدهای بیشتر را مطابق با آیین‌نامه، استانداردهای رفتار آن، و قانون کالیفرنیا، که برای ۳۰ مارس برنامه‌ریزی شده بود، بررسی کند دیوید روبین و داون هادسون نامه‌ای به اعضای آکادمی صادر کردند و خاطرنشان کردند که روند رسمی چند هفته طول می‌کشد. در ۲۹ مارس، اسمیت یک تماس شش دقیقه ای زوم را با روبین و هادسون آغاز کرد و دوباره برای اقدامات خود عذرخواهی کرد.

## واکنش‌ها
واکنش‌های افراد مشهور در مراسم اسکار متفاوت بود.  افراد قابل توجهی از اقدامات اسمیت دفاع کردند یا صرفاً از جانبداری از هر یک از آنها خودداری کردند. و بسیاری نیز از رفتار اسمیت انتقاد کردند.
| افراد مشهوری که با اسمیت همدردی کردند | افراد مشهوری که از اسمیت انتقاد کردند |
| --- | --- |
| جرمی کلارکسون، بردلی کوپر، جیمی فاکس، تایریس گیبسون، تیفانی هادیش، کوین هارت، جمیلا جمیل، نیکی میناژ، لزلی اودوم جونیور، تایلر پری، جان وویت، دنزل واشینگتن | کریم عبدالجبار، تیم آلن، پدرو آلمودوار، جاد آپاتو، جیم کری، توماس هادن چرچ، استیو کوگان، کوین کاستنر، میا فارو، کتی گریفین، مارک همیل، زوئه کراویتز، میلا کونیس، جان لگوئیزامو، ست مک فارلین، رزی اودانل، راب رینر، پل رودریگز، جو روگان، امی شومر، هاوارد استرن، واندا سایکس |